# كيني لوي
كيني لوي (بالإنجليزية: Kenny Lowe)‏ (6 نوفمبر 1961 في المملكة المتحدة - ) هو مدرب كرة قدم ولاعب كرة قدم بريطاني في مركز الوسط. شارك مع منتخب إنجلترا لكرة القدم C ‏. أما مع النوادي، فقد لعب مع برمنغهام سيتي وستوك سيتي ونادي بارنت ونادي كارلايل يونايتد ونادي هارتلبول يونايتد ونادي سكاربورو ونادي بارو ونادي غيتزهد وبيلينغهام تاون ‏ ودارلينجتون إف سى.

## وصلات خارجية
- كيني لوي على موقع قاعدة بيانات كرة القدم.إي يو (الإنجليزية)
- كيني لوي على موقع Soccerbase.com (لاعب) (الإنجليزية)